# 粉紅絲隆頭魚

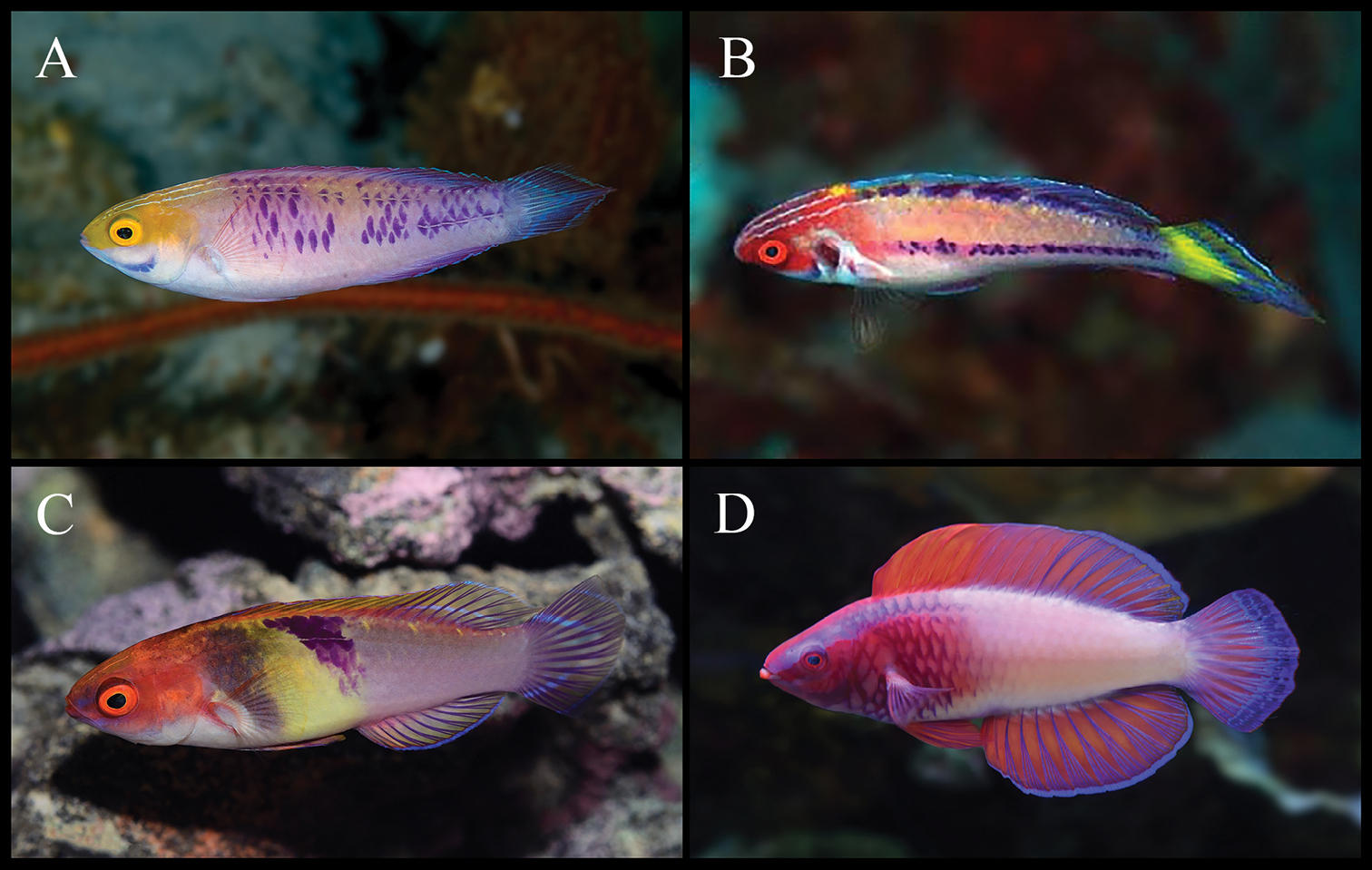
各種品種的粉紅絲隆頭魚

粉紅絲隆頭魚，又稱粉紅絲鰭鸚鯛，為輻鰭魚綱鱸形目隆頭魚亞目隆頭魚科的其中一種，分布於紅海海域，棲息深度40-50公尺，體長可達16公分，棲息在珊瑚礁區，以浮游生物為食，具有領域性，由一隻雄魚配數隻雌魚，生活習性不明。